# Пульпа (смесь)
Пу́льпа — смесь твёрдых частиц и жидкости, негустая неоднородная система.
По крупности частиц различают следующие виды пульпы:
- грубые суспензии,
- тонкие суспензии,
- шламы (мулы),
- коллоидные растворы.

Концентрация пульпы (отношение масс твёрдой и жидкой фаз) измеряется в процентах твёрдого или в соотношении твёрдой фазы к жидкой (Т:Ж). Пульпа используется при обогащении полезных ископаемых, в гидромеханизации, при гидравлическом транспортировании, при тушении пожаров.
Трубопроводы, по которым транспортируется пульпа при её промышленном транспортировании, называются пульпопроводами.
Пульпа флотационная представляет собой многофазную систему, которая состоит из твёрдой фазы (мелкие минеральные частички), жидкой фазы (вода, реагенты) и газоподобной фазы (пузырьки воздуха). Результаты флотационного обогащения зависят от свойств и структуры фаз.
Для пульпы, как и для других многофазных систем, характерно свойство тиксотропии.
В процент твёрдой фазы пульпы может быть определён по формуле:
{\displaystyle \phi _{\text{T}}={\frac {\rho _{1}(\rho _{2}-\rho _{3})}{\rho _{2}(\rho _{1}-\rho _{3})}}}
где
{\displaystyle \phi _{T}} — доля твёрдой фазы пульпы;
{\displaystyle \rho _{1}} — плотность частиц твёрдой фазы;
{\displaystyle \rho _{2}} — плотность пульпы;
{\displaystyle \rho _{3}} — плотность жидкой фазы.

## Плотность пульпы
В обогащении полезных ископаемых качественной характеристикой пульпы является её плотность. Плотность пульпы является мерой концентрации твёрдых частиц в пульпе. Измеряется в граммах твёрдого на литр пульпы, либо г/см³ (кг/м³). Иногда вместо этого используют весовое (массовое) соотношение твёрдой и жидкой фаз (Т:Ж), принимая твёрдую фазу за единицу.